# Arnavutköy
Ne doit pas être confondu avec Arnavutköy (district).
Arnavutköy (qui signifie « village des Albanais » en turc) est un quartier historique à Istanbul en Turquie sur la partie européenne du Bosphore. Il est célèbre pour ses demeures ottomanes en bois et restaurants de poissons ainsi que l'Université du Bosphore et ses bâtiments centenaires. Il appartenait au district de Beşiktaş.

## Toponyme
Le toponyme turc Arnavutköy (en turc ottoman : آرناود كوی / Arnavud köy) signifie, mot à mot, « village albanais »,,. Il se compose de Arnavut (« Albanais ») et de köy (« village ») sans suffixe possessif. Il viendrait de l'implantation autoritaire dans la localité, après la conquête ottomane de 1453, de janissaires d'origine albanaise.
Le Michaélion, (Μιχαήλιον) et la passage que Sozomène lui consacre dans son Histoire ecclésiastique,, permettent de retracer l'histoire des toponymes par lesquels Arnavutköy et ses environs ont été désignés,,,. Il est admis qu'un Michaélion était situé « vers » Arnavutköy.
Le lieu est d'abord appelé Hestiae (αἱ Ἑστίαι) (« les Foyers »),,. Le toponyme est l'antonomase du nom commun ἑστία (« foyer »). Il est attesté, dès le IIe siècle av. J.-C., chez Polybe. Il est repris, au IIe siècle, par Denys de Byzance, puis, au Ve siècle, par Sozomène.
Au IVe siècle, la localité est appelée Promotu (τὰ Προμότου). Son éponyme est Promotus, consul en 389 qui y a fait construire une villa. Y sont situés une église et un monastère, tous deux dédiés à l'archange saint Michel.
Au VIe siècle, Promotu s'efface au profit d'Anaplou (ὁ Ἀνάπλους). Le toponyme est l'antonomase du nom commun ἀνάπλους. Une église, toujours dédiée à l'archange saint Michel, y est encore située.
Ultérieurement, Anaplou s'efface au profit d'Asomatos (ὁ Ἀσώματος, « l'Incororel »}). Le toponyme est l'antonomase de l'adjectif ἀσώματος (« incorporel ») que l'Église grecque emploie pour désigner les anges. Pierre Gilles trouve trouve le nom en usage vers 1540. Dans le registre du dénombrement de 1478, Arnavutköy est désigné par le toponyme Asomato.
Du XVIe siècle au début du XXe siècle, cinq toponymes coexistent. Chaque « communauté » emploie une appellation. Par exemple, les Grecs d'Istanbul emploient Megarevma.

## Histoire

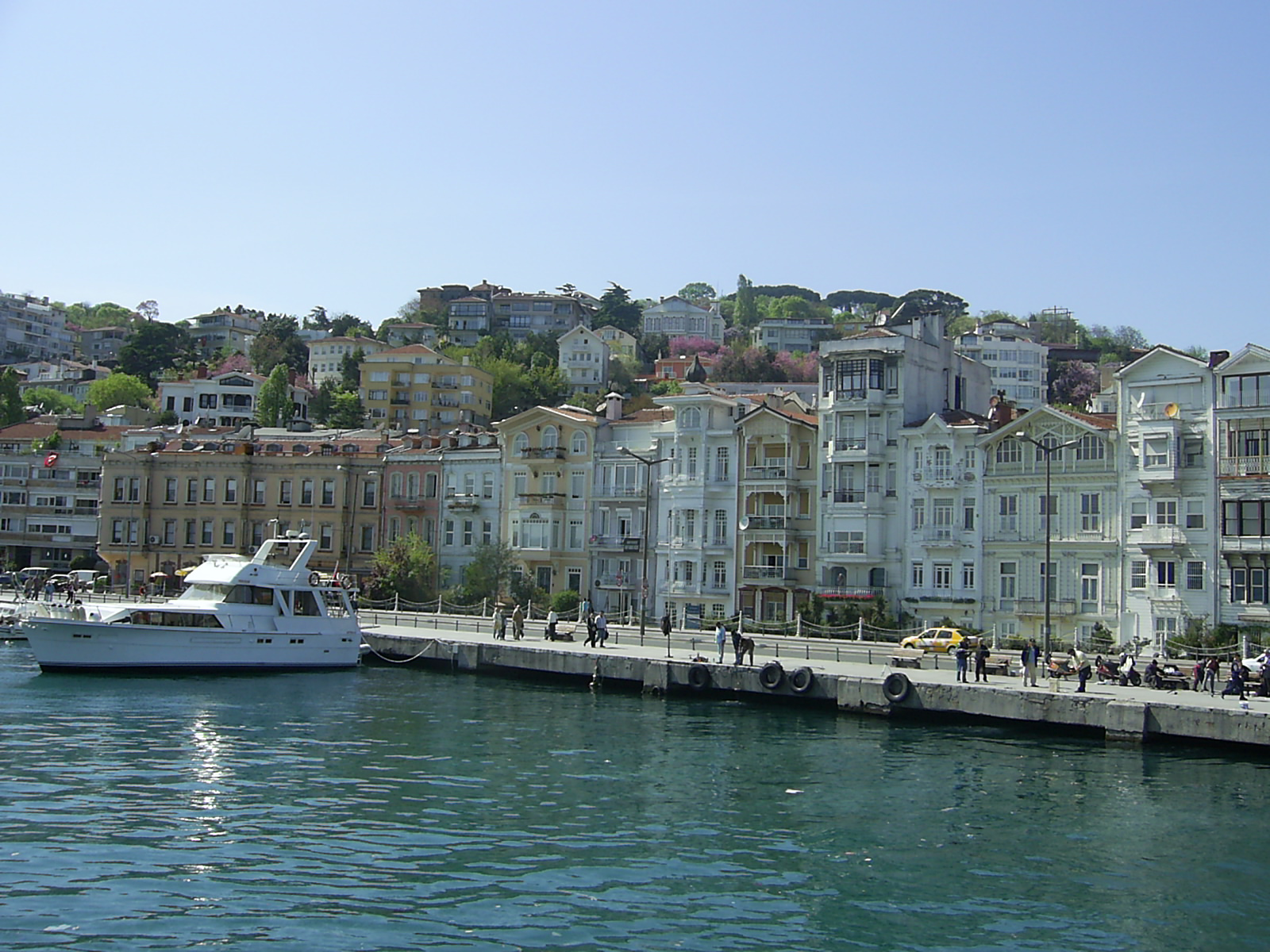
Arnavutköy, Istanbul.

Arnavutköy a été le foyer de la fraise ottomane, moins juteuse et plus petite que les autres variétés trouvées en Turquie. Certains champs de fraises survivent à l'intérieur du district. Chaque printemps, les épiceries locales sont pillées par les amateurs de fraises.
Dans l'Antiquité, la localité est connue sous les nom d'Anaplous, Hestiae ou Michaélion.
Après la prise de Constantinople en 1453, le sultant Mehmed II fait venir des chrétiens, originaires des provinces qu'il a conquises, pour repeupler sa nouvelle capitale. Au nombre des chrétiens qui s'installent à Arnavutköy figurent des Albanais.
Sous l'Empire Ottoman, plusieurs hospodars de Moldavie et de Valachie ainsi que des patriarches et métropolites grecs séjournent à Arnavutköy.
D'après une publication de la Şirket-i Hayriye (Istanbul Ferry Company) écrite juste avant la Première Guerre mondiale, la population était de 493 Turcs pour 168 ménages et 5 973 Grecs pour 975 ménages.
La population était précédemment essentiellement juive mais de nombreux juifs sont partis après le grand incendie de 1877.
Le village a été successivement appelé dans l'histoire Hestai, Promotu et Anaplus.
Le quartier hébergeait l'église byzantine de Ayios Mihael, construite par Constantin. Elle a été détruite et ses pierres utilisées pour construire le château de Rumeli Hisarı.